# Lamprops beringi
Lamprops beringi är en kräftdjursart som beskrevs av William Thomas Calman 1912. Lamprops beringi ingår i släktet Lamprops och familjen Lampropidae. Inga underarter finns listade i Catalogue of Life.